# História de Praga
O primeiro povoado na zona data do século IX, quando as famílias dos Príncipes Premysl se estabeleceram em Vysehrad, um penhasco junto do rio, a sul da cidade moderna.
A cidade floresceu no século XIII, quando Venceslau I, rei da Boémia, estabeleceu comunidades de colonos alemães, que contribuíram para o seu rápido desenvolvimento e para a construção da cidade antiga, que data de 1232, sendo já nesta altura um importante centro comercial.

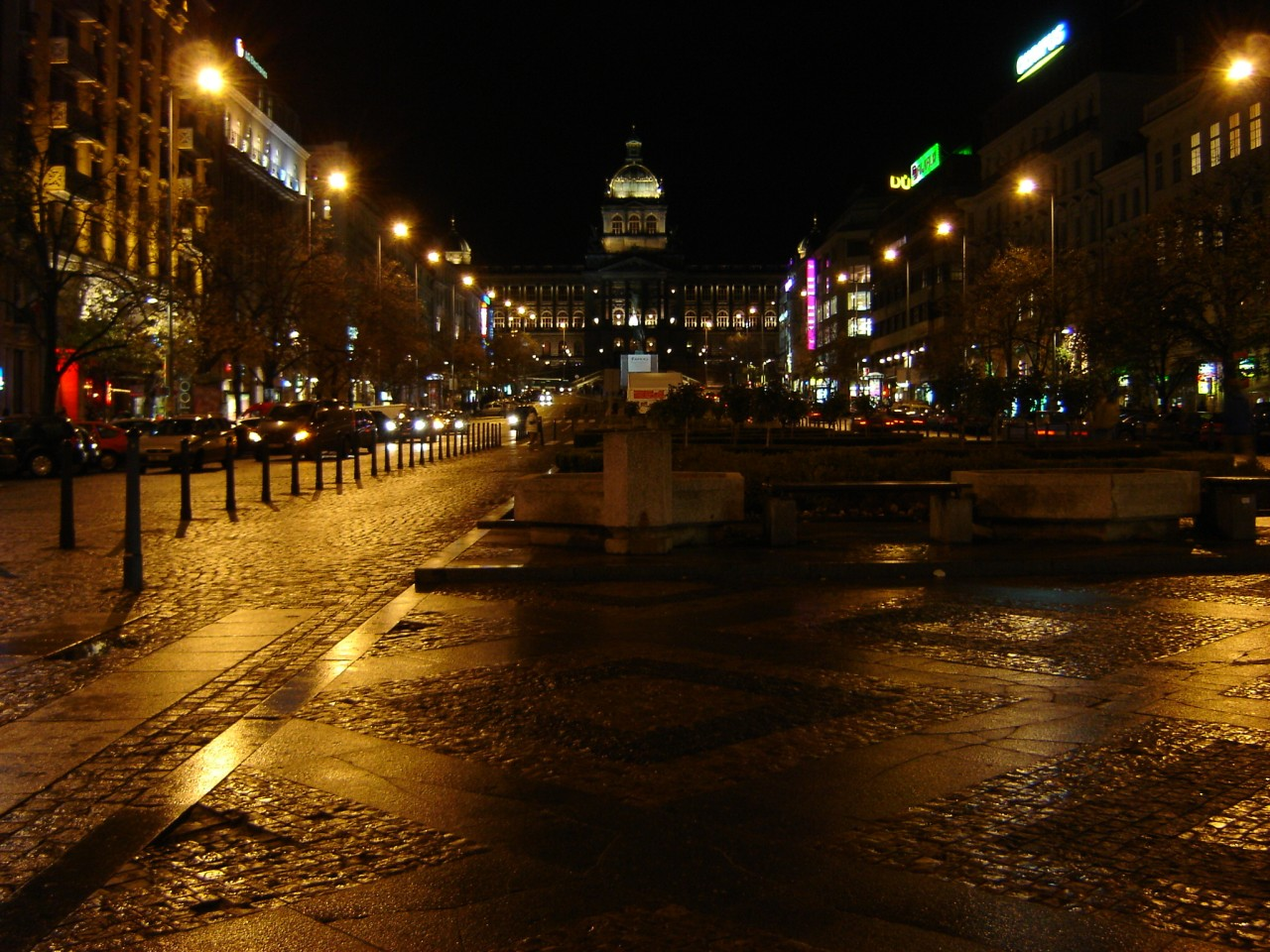
Praça Wenceslas

Tornou-se capital da Boémia, sendo desde o século XIV uma das mais belas cidades da Europa. Praga recebeu entre outros apelidos o de "cidade dos cem pináculos", a "cidade dourada", a "Paris dos anos 1920 nos anos 1990", "mãe de todas as cidades" e "coração da Europa". Desde 1992, o centro histórico de Praga pertence à lista do património mundial da UNESCO.
A Boémia entrou fez parte dos domínios de Habsburgo e Praga foi sua capital da província austríaca. Durante a dominação austro-húngara, no século XIX.
Em 1918 (depois da Primeira Guerra Mundial) capital do novo estado - Checoslováquia.
Em 1938 invasão dos exércitos de Hitler no princípio da Segunda Guerra Mundial
Em 1968 estalou a Primavera de Praga, um movimento de oposição à União Soviética, que foi reprimida com a invasão dos exércitos Soviéticos.
Em 1989 Praga foi o centro da Revolução de Veludo durante a queda do comunismo.
Em 1993 permaneceu como capital da República Checa, depois da divisão pacífica da Checoslováquia.
Em setembro de 2000 as Protestos de Praga contra a globalização durante a combrança do Fundo Monetário Internacional e o Banco Mundial derivaram em uma guerrilha urbana contra a polícia. Mais de 15.000 manifestantes participaram em grandes protestos contra a globalização e o capitalismo da história.
Em agosto de 2002 o Moldava transbordou com mais de superior 5.100 m³/s causando graves danos na cidade. A cidade levou anos para recuperar-se.